# سفارة اليابان في نيوزيلندا
سفارة اليابان في نيوزيلندا هي أرفع تمثيل دبلوماسي لدولة اليابان لدى نيوزيلندا. تقع السفارة في وهي تهدف لتعزيز المصالح اليابانية في نيوزيلندا.

## وصلات خارجية
- قائمة سفارات اليابان
- قائمة السفارات في نيوزيلندا